# Diógenes de Enoanda
Diógenes de Enoanda foi um epicurista rico que mandou escrever nos muros da cidade de Enoanda os pensamentos de Epicuro, para que todos conhecessem.
Diógenes ficou conhecido na História da Filosofia como alguém que mandou entalhar nos muros da cidade os pensamentos de Epicuro de Samos, para manter vivo o pensamento da escola epicurista, no século II d.C. Ele acreditava que o pensamento de Epicuro trazia paz e deveria ser difundido entre todos os povos, sem distinção.